# USS Wayne E. Meyer (DDG-108)
O USS Wayne E. Meyer é um destroyer da classe Arleigh Burke pertencente a Marinha de Guerra dos Estados Unidos. Posto no serviço ativo em 2009, a embarcação serviu na Ásia até fevereiro de 2012, fazendo parte do grupo de batalha do porta-avião USS John C. Stennis. Atualmente está ancorado na Base Naval de San Diego.